# Специальная команда по расследованиям
Специальная команда по расследованиям (яп. 特殊事件捜査係 токусю дзикэн со:са какари) — специальное детективное подразделение полиции Японии, существующее в каждой префектурной службе полиции и предназначенное для проведения расследований по особо опасным преступлениям и даже спецопераций против преступников.

## История
В 1960-е годы Японию захлестнула волна похищений людей, угонов самолётов, пиратства и терактов, связанных со взрывами бомб, что стало серьёзной проблемой безопасности. Возможность раскрытия подобных уголовных дел была поставлена под вопрос после похищения и убийства 4-летнего Ёсинобу Муракоси: расследовавший это дело детектив Хатибэ Хирацука сумел выйти на подозреваемого, но похищенный к тому моменту уже был мёртв.
Стало ясно, что системы расследования уголовных дел уже устарели и не могли помочь раскрыть по горячим следам дела с летальным исходом. Департамент столичной полиции Токио в 1964 году создал Специальную команду по расследованиям при Бюро уголовных расследований. Детективы обучались новой тактике отслеживания и задержания преступников при новых технологиях, позволявших осуществлять процесс быстрее и без лишних проблем. Аббревиатура SIT (СИТ), которой обозначалась Специальная команда по расследованиям, расшифровывалась как «соса икка токусюхан-соса-какари» (яп. 捜査一課特殊犯捜査係), но позже аббревиатуру сопоставили с англоязычным названием команды Special Investigation Team — её сопоставил владевший английским офицер, не знавший изначальной расшифровки.
В 1970 году Национальное полицейское агентство Японии обратилось с просьбой создать аналогичные подразделения в каждой префектуре. Детективы также стали отвечать за операции по спасению заложников, находящихся в опасности. В 1992 году несколько оперативников Специальной штурмовой команды при Департаменте столичной полиции Токио были включены в Специальную команду по расследованиям Токио и усилили возможности оперативников.

## Организация

### Структура
Специальная команда по расследованиям входит в состав Первого дивизиона расследований (яп. 捜査一課 соуса-икка) при штабе полиции префектуры. Каждый дивизион закреплён за какой-то префектурой, поэтому названия команд и их снаряжение варьируются. Специальная команда по расследованиям полиции Токио и Атакующая команда по боевым искусствам префектуры Осака — исторически первые подобные подразделения, поэтому в случае захвата заложников в регионах Национальное полицейское агентство отправляет советников из этих двух команд в соответствующую префектуру.
В Первом дивизионе уголовных расследований Департамента столичной полиции Токио действуют следующие отряды, занимающиеся специальными расследованиями уголовных дел
- Первый заместитель руководителя по специальным расследованиям (яп. 第一特殊犯捜査・課長代理)
  - 1-й специальный отряд по расследованиям (яп. 特殊犯捜査第一係)
  - 2-й специальный отряд по расследованиям (яп. 特殊犯捜査第二係)
- Второй заместитель руководителя по специальным расследованиям (яп. 第二特殊犯捜査・課長代理)
  - 3-й специальный отряд по расследованиям (яп. 特殊犯捜査第三係)
  - 4-й специальный отряд по расследованиям (яп. 特殊犯捜査第四係)
  - 5-й специальный отряд по расследованиям (яп. 特殊犯捜査第五係)
- Третий заместитель руководителя по специальным расследованиям (яп. 第三特殊犯捜査・課長代理)
  - 6-й специальный отряд по расследованиям (яп. 特殊犯捜査第六係)
  - 7-й специальный отряд по расследованиям (яп. 特殊犯捜査第七係)

1-й и 2-й отряд отвечают за операции по освобождению заложников, и именно они известны как отряды SIT (Специальные команды по расследованиям). В начале 2000-х годов во всех семи отрядах было более 60 детективов, в том числе 30 детективов в 1-м и 2-м отрядах вместе взятых. С другой стороны, полицейские службы префектур приглашают не более одного-двух детективов, а при спецоперациях привлекаются Мобильные отряды по расследованиям — подразделения быстрого реагирования, участвующие в предварительных расследованиях.

### Ресурсы
При объявлении в розыск детективы команд могут использовать такие методы для поимки, как прослушку телефонных разговоров, надзор, наблюдение и различные переговоры. С целью быстрого задержания и обезоруживания особо опасных преступников они проходят тактическое обучение: основным оружием служат револьверы New Nambu M60 (.38 Special), самозарядные пистолеты SIG Sauer P230 (.32 ACP) и Beretta 92 Vertec (9x19 mm), а также пистолеты-пулемёты HK MP5K (в том числе и самозарядные варианты со складываемым прикладом) и нелетальное оружие (FN 303, BGL-65).
Контртеррористическими операциями занимаются иные спецподразделения полиции Японии, борющиеся против вооружённых преступников, и Специальные штурмовые команды, поэтому Специальные команды по расследованиям заведуют расследованиями опасных дел, не связанных с терроризмом. Тем не менее, совместно с другими специалистами в префектурах сотрудники Специальной команды по расследованиям могут создавать сводный контртеррористический отряд.

### Отряды по префектурам
- Специальная команда по расследованиям — Акита, Ивате, Ибараки, Мияги, Фукусима, Тотиги, Сидзуока, Айти, Миэ, Фукуока, Нагасаки, Токио
- Атакующая команда по боевым искусствам — Осака[2]
- Штурмовая команда реагирования[яп.] — Тиба
- Специальное тактическое отделение — Сайтама
- Специальное отделение расследований — Канагава
- Специальная техническая команда — Аомори
- Команда по спасению заложников — Хиросима
- Спасательное отделение по боевым искусствам — Эхиме